# Mack Calvin
Mack Calvin (nacido el 27 de julio de 1947 en Fort Worth, Texas) es un exjugador y exentrenador de baloncesto estadounidense que disputó siete temporadas en la ABA y cuatro más en la NBA. Con 1,93 metros de estatura, jugaba en la posición de base. 

## Trayectoria deportiva

### Universidad
Tras pasar dos años en el Long Beach City College, jugó durante dos temporadas con los Trojans de la Universidad del Sur de California, en las que promedió 12,3 puntos y 2,4 rebotes por partido.

### Profesional
Fue elegido en el puesto 187 del Draft de la NBA de 1969 por Los Angeles Lakers, y también por Los Angeles Stars en el Draft de la ABA, fichando por estos últimos. Y en su primera temporada en la liga acabó como segundo mejor anotador de su equipo, tras Wayne Hightower, promediando 16,8 puntos y 5,7 asistencias por partido, convirtiéndose en el tercer mejor pasador de la liga, y siendo elegido en el Mejor quinteto de rookies de la ABA.
Al año siguiente fue traspasado junto con Tom Washington a The Floridians a cambio de Donnie Freeman y una segunda futura ronda del draft. Se convirtió rápidamente en el líder del equipo de Miami, promediando en su primera temporada 27,2 puntos y 7,6 asistencias por partido, tercer mejor anotador y segundo mejor pasador de la liga, lo que le hizo ser elegido por primera vez en el mejor quinteto de la ABA y le llevó a disputar su primer All-Star Game, en el que consiguió 8 puntos y 4 asistencias.
En la temporada siguiente se repitió la historia, volviendo a liderar a su equipo en anotación, aunque con la aportación del recién llegado Warren Jabali se redujo a los 21,0 puntos por partido, disputando su segundo All-Star, en el que volvió a tener una discreta actuación, con 10 puntos y 4 asistencias.
El equipo desapareció al año siguiente, produciéndose un draft de dispersión, en el cual fue elegido por los Carolina Cougars. Allí jugó dos temporadas, siendo elegido en la primera de ellas en el segundo Mejor quinteto de la ABA, y en el primer en la siguiente, disputando dos nuevos All-Star. En 1974 fue traspasado a los Denver Nuggets, y en su única temporada en el equipo acabó primero en dos estadísticas de la liga, siendo el mejor en porcentaje de tiros libres, con un 89,6%, y el mejor pasador, con 7,7 asistencias por partido.
Al año siguiente formó parte de un traspaso múltiple, que le enviaba junto con Mike Green y Jan van Breda Kolff a los Virginia Squires a cambio de George Irvine y los derechos sobre David Thompson. En la que iba a ser la última temporada de la liga, fue una de las cinco personas que ocuparon el banquillo del equipo como entrenador ese año, y acabó la temporada nuevamente liderando la liga en tiros libres, convirtiéndose además en el jugador de toda la historia de la competición que más lanamientos desde la línea intentó y convirtió.
Tras la desaparición de la ABA, los Lakers, que conservaban sus derechos en la NBA se hicieron con sus servicios. Pero en la nueva competición todo cambió, pasando de titular indiscutible a jugar poco más de 15 minutos por partido. Disputó únicamente 12 partidos en el equipo californiano, en los que promedió 7,9 puntos y 1,8 asistencias, siendo traspasado mediada la temporada a San Antonio Spurs a cambio de una futura primera ronda del draft.
Jugó 4 temporadas más en la liga, en tres equipos diferentes, Denver Nuggets, Utah Jazz y Cleveland Cavaliers, pero en todos ellos actuando como suplente, retirándose al término de la temporada 1980-81.

### Entrenador
Tras su corta experiencia como jugador-entrenador con los Virginia Squires, en 1987 es contratado como entrenador asistente de los Milwaukee Bucks, puesto que ocupa hasta que en 1991 ficha para ocupar el mismo puesto en Los Angeles Clippers, donde en la temporada siguiente ocuparía el puesto interino de entrenador principal durante dos partidos, sustituyendo al destituido Mike Schuler. En 1994 se convertiría en el entrenador de los México Aztecas de la CBA, entrenando posteriormente a pequeñas universidades e institutos.

## Estadísticas de su carrera en la NBA y la ABA

### Temporada regular
| Temporada | Edad | Equipo              | Liga  | P   | TIT | MIN   | TC  | TCA  | %TC  | 3P  | 3PA | %3P  | TL  | TLA | %TL  | R.OF. | R.DEF. | REB | ASIS | ROB | TAP | PER | FP  | PTS  |
| 1969-70   | 22   | Los Angeles Stars   | ABA   | 84  |     | 2955  | 5.4 | 12.8 | .421 | 0.0 | 0.3 | .120 | 6.4 | 7.8 | .824 | 1.2   | 2.4    | 3.6 | 5.8  |     |     | 3.2 | 3.5 | 17.2 |
| 1970-71   | 23   | The Floridians      | ABA   | 81  |     | 3394  | 7.9 | 18.3 | .431 | 0.2 | 0.6 | .288 | 7.4 | 8.5 | .865 | 1.1   | 1.9    | 3.0 | 6.6  |     |     | 3.8 | 2.8 | 23.3 |
| 1971-72   | 24   | The Floridians      | ABA   | 82  |     | 2977  | 6.7 | 15.2 | .441 | 0.1 | 0.6 | .229 | 7.4 | 8.5 | .872 | 1.4   | 1.9    | 3.3 | 5.8  |     |     | 3.2 | 3.3 | 20.9 |
| 1972-73   | 25   | Carolina Cougars    | ABA   | 84  |     | 2228  | 7.7 | 15.3 | .506 | 0.2 | 0.5 | .393 | 8.1 | 9.4 | .859 | 1.6   | 1.9    | 3.5 | 4.9  |     |     | 4.0 | 3.5 | 23.7 |
| 1973-74   | 26   | Carolina Cougars    | ABA   | 83  |     | 2592  | 6.9 | 15.0 | .462 | 0.1 | 0.6 | .233 | 6.8 | 7.8 | .875 | 1.1   | 2.3    | 3.4 | 4.8  | 1.9 | 0.1 | 3.2 | 3.4 | 20.8 |
| 1974-75   | 27   | Denver Nuggets      | ABA   | 74  |     | 2463  | 7.1 | 14.6 | .485 | 0.0 | 0.2 | .188 | 6.9 | 7.7 | .896 | 0.5   | 2.5    | 3.1 | 8.3  | 2.0 | 0.1 | 4.1 | 3.0 | 21.1 |
| 1975-76   | 28   | Virginia Squires    | ABA   | 45  |     | 1658  | 6.6 | 15.6 | .427 | 0.2 | 0.6 | .269 | 5.5 | 6.2 | .888 | 0.8   | 2.0    | 2.8 | 5.9  | 1.5 | 0.0 | 4.2 | 2.6 | 18.9 |
| 1976-77   | 29   | TOTAL               | NBA   | 76  |     | 1438  | 5.5 | 13.6 | .404 |     |     |      | 7.2 | 8.5 | .849 | 0.9   | 1.5    | 2.4 | 6.0  | 1.5 | 0.1 |     | 3.2 | 18.2 |
| 1976-77   | 29   | Los Angeles Lakers  | NBA   | 12  |     | 207   | 4.7 | 14.3 | .329 |     |     |      | 7.1 | 8.3 | .854 | 1.0   | 1.7    | 2.8 | 3.7  | 1.9 | 0.2 |     | 2.8 | 16.5 |
| 1976-77   | 29   | San Antonio Spurs   | NBA   | 35  |     | 606   | 5.5 | 14.1 | .392 |     |     |      | 7.3 | 8.7 | .842 | 0.7   | 1.2    | 1.8 | 6.2  | 1.4 | 0.1 |     | 3.4 | 18.4 |
| 1976-77   | 29   | Denver Nuggets      | NBA   | 29  |     | 625   | 5.8 | 13.0 | .444 |     |     |      | 7.1 | 8.3 | .854 | 1.1   | 1.7    | 2.8 | 6.6  | 1.6 | 0.1 |     | 3.1 | 18.6 |
| 1977-78   | 30   | Denver Nuggets      | NBA   | 77  |     | 988   | 5.4 | 12.1 | .441 |     |     |      | 6.3 | 7.5 | .840 | 0.4   | 2.7    | 3.1 | 5.4  | 1.7 | 0.2 | 3.9 | 3.2 | 17.0 |
| 1979-80   | 32   | Utah Jazz           | NBA   | 48  |     | 772   | 4.7 | 10.6 | .441 | 0.0 | 0.5 | .091 | 4.9 | 5.5 | .897 | 0.6   | 3.3    | 3.9 | 6.2  | 1.3 | 0.0 | 2.7 | 3.4 | 14.3 |
| 1980-81   | 33   | Cleveland Cavaliers | NBA   | 21  |     | 128   | 3.7 | 11.0 | .333 | 0.3 | 1.4 | .200 | 7.0 | 9.8 | .714 | 0.6   | 2.8    | 3.4 | 7.9  | 1.4 | 0.0 | 4.8 | 3.7 | 14.6 |
| Total     |      |                     | TOTAL | 755 |     | 21593 | 6.6 | 14.8 | .447 | 0.1 | 0.5 | .245 | 6.9 | 8.0 | .863 | 1.0   | 2.2    | 3.2 | 6.0  | 1.7 | 0.1 | 3.6 | 3.2 | 20.3 |
|           |      |                     | ABA   | 533 |     | 18267 | 6.9 | 15.3 | .451 | 0.1 | 0.5 | .253 | 7.0 | 8.1 | .866 | 1.1   | 2.1    | 3.2 | 6.0  | 1.9 | 0.1 | 3.6 | 3.2 | 20.9 |
|           |      |                     | NBA   | 222 |     | 3326  | 5.2 | 12.4 | .420 | 0.1 | 0.6 | .125 | 6.4 | 7.5 | .848 | 0.7   | 2.3    | 3.0 | 6.0  | 1.5 | 0.1 | 3.5 | 3.2 | 16.8 |

### Playoffs
| Temp.   | Edad | Equipo            | Liga  | P  | MIN  | TCA | TC  | 3PA | 3P | TLA | TL  | R.OF. | REB | ASIS | ROB | TAP | PER | FP  | PTS  | %TC  | %3P  | %FT  | MIN  | PTS  | REB | AST |
| 1969-70 | 22   | Los Angeles Stars | ABA   | 17 | 593  | 133 | 294 | 4   | 7  | 122 | 156 |       | 63  | 101  |     |     | 55  | 57  | 392  | .452 | .571 | .782 | 34.9 | 23.1 | 3.7 | 5.9 |
| 1970-71 | 23   | The Floridians    | ABA   | 6  | 255  | 62  | 120 | 1   | 3  | 39  | 46  | 5     | 16  | 42   |     |     | 27  | 10  | 164  | .517 | .333 | .848 | 42.5 | 27.3 | 2.7 | 7.0 |
| 1971-72 | 24   | The Floridians    | ABA   | 4  | 154  | 28  | 65  | 0   | 1  | 29  | 33  |       | 16  | 21   |     |     | 14  | 13  | 85   | .431 | .000 | .879 | 38.5 | 21.3 | 4.0 | 5.3 |
| 1972-73 | 25   | Carolina Cougars  | ABA   | 12 | 370  | 72  | 154 | 2   | 9  | 72  | 88  | 12    | 34  | 52   |     |     | 33  | 35  | 218  | .468 | .222 | .818 | 30.8 | 18.2 | 2.8 | 4.3 |
| 1973-74 | 26   | Carolina Cougars  | ABA   | 4  | 143  | 34  | 74  | 2   | 7  | 27  | 32  | 8     | 19  | 13   | 5   | 0   | 12  | 14  | 97   | .459 | .286 | .844 | 35.8 | 24.3 | 4.8 | 3.3 |
| 1974-75 | 27   | Denver Nuggets    | ABA   | 13 | 444  | 76  | 163 | 3   | 8  | 78  | 82  | 6     | 41  | 68   | 23  | 1   | 39  | 50  | 233  | .466 | .375 | .951 | 34.2 | 17.9 | 3.2 | 5.2 |
| 1976-77 | 29   | Denver Nuggets    | NBA   | 6  | 112  | 19  | 40  |     |    | 24  | 29  | 1     | 9   | 13   | 1   | 0   |     | 13  | 62   | .475 |      | .828 | 18.7 | 10.3 | 1.5 | 2.2 |
| 1977-78 | 30   | Denver Nuggets    | NBA   | 12 | 135  | 19  | 42  |     |    | 27  | 29  | 3     | 8   | 21   | 7   | 0   | 11  | 11  | 65   | .452 |      | .931 | 11.3 | 5.4  | 0.7 | 1.8 |
| Total   |      |                   | TOTAL | 74 | 2206 | 443 | 952 | 12  | 35 | 418 | 495 | 35    | 206 | 331  | 36  | 1   | 191 | 203 | 1316 | .465 | .343 | .844 | 29.8 | 17.8 | 2.8 | 4.5 |
|         |      |                   | ABA   | 56 | 1959 | 405 | 870 | 12  | 35 | 367 | 437 | 31    | 189 | 297  | 28  | 1   | 180 | 179 | 1189 | .466 | .343 | .840 | 35.0 | 21.2 | 3.4 | 5.3 |
|         |      |                   | NBA   | 18 | 247  | 38  | 82  |     |    | 51  | 58  | 4     | 17  | 34   | 8   | 0   | 11  | 24  | 127  | .463 |      | .879 | 13.7 | 7.1  | 0.9 | 1.9 |